# Nadine Maria Schmidt
Nadine Maria Schmidt (* 23. Oktober 1980 in Greiz) ist eine deutsche Liedermacherin.

## Leben und künstlerischer Werdegang
Nadine Maria Schmidt wuchs in Elsterberg im Vogtland auf. Sie zog 2005 nach Leipzig und absolvierte das Studium der Fächer Deutsch als Fremdsprache, Journalistik und vergleichende Literaturwissenschaft an der Universität Leipzig. Sie veröffentlichte ein wissenschaftliches Fachbuch zum Thema Musik zur Förderung der sozialen Kompetenz in Integrationskursen. Ein Jobangebot aus Kairo lehnte sie ab und entschied sich für den musikalischen Weg.
2009 gründete sie zusammen mit Chris Turrak, Till Kratschmer und Karl Blütchen die Formation „Nadine Maria Schmidt & Frühmorgens am Meer.“
2011 nahm sie bei André Gensicke von die Zöllner ihr deutschsprachiges Debüt Blaue Kanten auf und veröffentlichte es 2012 bei lala-schallplatten und dem Vertrieb Broken Silence. 2014 begann die Zusammenarbeit mit dem Label BSC Music, dem Vertrieb Rough Trade und dem Musikverlag Kick The Flame. Es erschien das zweite Album Lieder aus Herbst (2014). 2016 folgte das dritte Album, Ich bin der Regen (BSC Music, Rough Trade & Kick the Flame), auf dem sie bekannte und unbekanntere Dichter sowie den letzten Brief von Sophie Scholl vertonte. Benannt ist das Album nach einem Gedicht der jüdischen Dichterin Selma Merbaum. Alle Alben wurden für den Preis der deutschen Schallplattenkritik nominiert. Das Album Ich bin der Regen wurde durch die Initiative Musik gefördert.
Es folgten erste Fernsehauftritte. Sie erhielt den Förderpreis der Liederbestenliste 2016. Zu ihrem Lied Aluna - meine Mutter war ein Flüchtling erschien ein Artikel auf dem Titelblatt des Dossiers der Jubiläumsausgabe der ZEIT.
Mit ihren Liedern engagiert sie sich politisch und sozial. Während der COVID-19-Pandemie initiierte sie Musikvideoaktionen zum Thema „Risikogruppe“ und zur „Pflege“. Diese bestehen aus selbstgedrehten Handyvideos von Teilnehmern aus Deutschland sowie dem deutschsprachigen Ausland.  Ihr für 2020 geplantes neues Album Die Kinder an unseren Händen verschob sie pandemiebedingt auf Juni 2023. Es wurde für den Preis der deutschen Schallplattenkritik nominiert.
Parallel dazu arbeitete sie an ihrem neuen Vorhaben „Dein musikalisches Denkmal“. Unter diesem Namen schreibt sie ganz persönliche Lieder für Verstorbene und Hinterbliebene. Das Projekt erhält die Förderwürdigkeit durch den InnoStartBonus mit dem der Freistaat Sachsen und FutureSAX innovative Gründungsideen unterstützen. Ab 2025 leitet sie ein zweijähriges, durch den Europäischen Sozialfonds gefördertes Projekt am und mit dem Leipziger Diakonie Hospiz mit der Überschrift "Dein musikalisches Denkmal in der Hospizarbeit". Neben 20 musikalischen Denkmälern mit den Hospizgästen und/oder deren Angehörigen entstehen ein auf andere Hospize übertragbares Konzept und ein Curriculum für eine Ausbildung zur sterbe- und trauerbegleitenden Liedermacher:in.  
Das Projekt erhält den 3. Platz beim SINN Innovationspreis von SINN Sachsen, mit dem besonders sozial innovative Projekte in Sachsen gewürdigt werden.

## Auszeichnungen und Nominierungen
- 2012: Blaue Kanten – Nominierung für den Preis der deutschen Schallplattenkritik
- 2014: Lieder aus Herbst – Zweifache Nominierung für den Preis der deutschen Schallplattenkritik
- 2016: Förderpreis der Liederbestenliste
- 2016: Ich bin der Regen – Nominierung für den Preis der deutschen Schallplattenkritik
- 2023: Die Kinder an unseren Händen - Nominierung für den Preis der deutschen Schallplattenkritik
- 2023: Innostartbonus für "Dein musikalisches Denkmal" (FutureSAX & Freistaat Sachsen)
- 2024: 3. Platz SINN Innovationspreis für "Dein musikalisches Denkmal in der Hospizarbeit" (SINN Sachsen)

## Diskografie
Alben
- 2012: Blaue Kanten. (lala-schallplatten, Broken Silence)
- 2014: Lieder aus Herbst. (BSC Music, Rough Trade)
- 2016: Ich bin der Regen. (BSC Music, Rough Trade, Kick the Flame)
- 2023: Die Kinder an unseren Händen (BSC Music, Best around Sound)

Singles
- 2015: Hannah - Auch wir waren Flüchtlinge.
- 2016: Aleyna - Kinder von Idomeni.
- 2020: Schützt Du Dich! Dann schützt Du mich! („Risikogruppensong“)
- 2020: Schwalben (Die Kinder an unseren Händen).
- 2021: Pflege braucht mehr als das Klatschen von Balkonen.
- 2023: Blauer Mond (Die Kinder an unseren Händen)
- 2023: Glück (Die Kinder an unseren Händen)
- 2023: Wer zählt unsere Tränen (Die Kinder an unseren Händen)

Sampler
- 2011: Women unplugged.
- 2015: 20 Jahre Draussen - Musik für die Leipziger Straßenzeitung KiPPE.
- 2015: Die Lieder-Tour – 25 Jahre Songfestival Live!
- 2021: Sebastian Krämers Club Genie & Wahnsinn. Vol. I.